# Minderberg
Der Minderberg (früher auch Mendenberg oder Mendeberg) ist ein heute etwa 405 m ü. NHN, früher mindestens 424 m ü. NN, hoher Berg auf dem Rheinwesterwälder Vulkanrücken bzw. auf der Linzer Höhe. 

## Geographie
Der durch einen Basaltsteinbruch in großen Teilen abgetragene Minderberg liegt oberhalb und nordöstlich von Obererl (Ortsgemeinde Kasbach-Ohlenberg) im nördlichen Stadtgebiet von Linz am Rhein. Nach Osten fällt der Berg zur Landesstraße 253 (Linz–Rottbitze) ins Tal des Losbachs steil ab, ebenso nach Süden und Westen, während er nach Norden deutlich sanfter in seinen höheren Nachbarberg, den heute noch 429 m ü. NHN hohen Meerberg übergeht. Südlich des heutigen Berggipfels, der nicht frei zugänglich ist, liegt in einem Einschnitt ein Tagebaurestsee.

## Geologie
Bei der auf der Kuppe des Minderbergs hauptsächlich auftretenden Gesteinsart handelt es sich um Nephelinbasanit, ein vulkanisches Alkaligestein. Südöstlich treten außerdem oligozäne Ablagerungen, die sogenannten tonigen liegenden Schichten zutage. Zwei Opalblöcke, die dem miozänen Alter angehörten, wurden nach ihrem Fund auf dem Minderberg abtransportiert. An Mineralien wurden außerdem unter anderem Chalcedon, Feldspat, Harmotom, Natrolith, Phillipsit, Pyrrhotin und Rauchquarz gefunden.

## Geschichte
Der Minderberg gilt als einer der ältesten Steinbrüche am Mittelrhein, in dem Basaltsäulen abgebaut wurden. Möglicherweise wurde schon der Bau der Burg Rennenberg mit Basalt vom Minderberg bestritten. Aus dem dortigen Steinbruch sind außerdem in der ersten Hälfte des 13. Jahrhunderts die Burg Ockenfels und die Pfarrkirche in Linz, vermutlich ab 1257 die Mauern der Klosterkirche St. Katharinen sowie in der ersten Hälfte des 14. Jahrhunderts die Linzer und 1583 die Unkeler Stadtmauer errichtet worden. In einer Linzer Stadtrechnung von 1465/66 sind „7 karren mynre berger steyne“ (Minderberger Steine) erwähnt. Anfang des 18. Jahrhunderts hatte man am Minderberg die Gewinnung von Blätterkohle aufgenommen, im Grubenfeld Stößchen wurde sie in drei Flözen (davon einer Braunkohle) von 1828 bis 1869 betrieben.
Der systematische Basaltabbau begann Ende des 19. Jahrhunderts, zunächst durch die 1873 als Eigentümer verzeichnete Firma Ankenbrand & Wehrhahn aus Linz, anschließend durch die 1888 gegründete Linzer Basalt-Actien-Gesellschaft. Die Steinbrüche am Minderberg, am Meerberg und am Willscheider Berg stellten eine betriebliche Einheit dar – mit der Brecheranlage am Meerberg sowie dem Wagenpark und der Reparaturwerkstatt am Willscheider Berg. Nach einer zunehmenden Erschöpfung gegen Ende des 20. Jahrhunderts wurde der Steinbruch am Minderberg gemeinsam mit dem Meerberg 2010 stillgelegt und hinterließ in einer Abbauvertiefung einen kleineren See. Der ursprüngliche Berggipfel ist im Zuge der Abbautätigkeit abgetragen worden. Um 2014 wurde der Gesteinsabbau am Minderberg wieder fortgeführt.